# Brenitsa (distrikt i Bulgarien, Pleven)
Brenitsa (bulgariska: Бреница) är ett distrikt i Bulgarien.   Det ligger i kommunen Obsjtina Knezja i regionen Pleven, i den nordvästra delen av landet, 100 km nordost om huvudstaden Sofia.
Trakten runt Brenitsa består till största delen av jordbruksmark. Runt Brenitsa är det ganska tätbefolkat, med 78 invånare per kvadratkilometer.